# Take Them and Break Them
Take Them And Break Them è il quinto album (EP) di Michael Monroe, uscito il 11 giugno 2002 per l'etichetta discografica Steamhammer Records.
All'album partecipa anche Adam Bomb (con lo pseudonimo Pink Gibson) in qualità di chitarrista.

## Tracce
1. Take Them and Break Them (Bators, Parsons) - 2:42 (The Wanderers cover)
2. Backbiter (Fox, Jennings, Owen, Ruffy) - 3:09 (The Ruts cover)
3. Make It Go Away [live] (Hilden, Monroe, Wilder) - 4:09
4. Where's the Fire John? [live] (Monroe, Wilder) - 4:05
5. Just Because You're Paranoid [live] (Monroe, Wilder) - 5:22
6. Relationshipwrecked [live] (Monroe, Wilder) - 4:16

## Formazione
- Michael Monroe - voce, chitarra
- Sir Lombard - chitarra
- Pink Gibson (Adam Bomb) - chitarra
- Timpa - basso
- Jude Wilder - cori
- Lacu - batteria